# 宏碁智慧佛珠
宏碁智慧佛珠是由宏碁生產的一款可穿戴設備，於2018年3月2日正式上市，後成立酷碁科技專注此裝置發展，宏碁智慧佛珠是由1顆直徑2公分電子主珠與13顆木材子珠串成，並於主珠內部嵌入無線充電的晶片。

## 設計
宏碁智慧佛珠以13顆子珠及1顆主要的電子珠打造，其搭配的應用程式，可紀錄靜修念佛、轉動念珠唸經的次數，另外配有健康紀錄及社群互動功能，並具備基本防水功能。酷碁科技於2019年8月16日推出結合一卡通的二代智慧佛珠並命名為「珠運通」，該款智慧佛珠由一顆主珠搭配14珠或16珠區分大、小兩款，隨後於同年10月與梵蒂岡最高權力聖座旗下的「教宗全球祈禱網絡」合作推出第三代智慧佛珠並命名為「智慧玫瑰念珠」，該裝置內建《玫瑰經》，但因為台灣沒有販售智慧玫瑰念珠，改與傳信善會於2020年合作推出「易付十字架一卡通手鍊」，該款手鍊僅能透過捐獻教會獲得。

## 製造時程
截至2018年7月，宏碁在台灣消費市場出貨逾5000串智慧佛珠。宏碁公司表示每批材料到廠，「木頭珠子不是塑膠射出，要人工，一個一個打磨」，估計從客戶下單到出貨要一個月。宏碁提供智慧佛珠客製化服務，並於2019年03月25日與鎮瀾宮推出「大甲媽祖智慧佛珠」，宏碁公司表示其搭配應用程式亦可客製需求，並指中國市場有客戶要求能「法會直播」。

## 獎項
宏碁智慧佛珠於2018年獲資訊月活動委員會評選百大創新獎，並於同年獲台北國際電腦展覽會頒消費科技類的最佳產品獎。

## 軼事
宏碁智慧佛珠於2019年分別被財團法人大學入學考試中心基金會、財團法人技專校院入學測驗中心基金會列為應試違禁品，其理由為裝置震動可能影響考試並因其可透過藍牙連結至手機而有造成考試作弊之疑慮。

## 外部連結
- 宏碁智慧佛珠